# Iván Agustín
Roberto Iván Agustín Suárez (Logroño, 16 de abril de 1979) es un exfutbolista español, conocido como Iván Agustín. Se retiró en el Club Deportivo Mirandés de la Segunda División de España, en el que actualmente ejerce como preparador físico.

## Trayectoria
Llegó al CD Mirandés en la temporada 2000-01 procedente del C. D. Agoncillo y en la siguiente se enroló en las filas del Amurrio Club. Volvió al CD Mirandés en la 2002-03, consiguiendo el gol del ascenso a Segunda División B de España en el tiempo de descuento del último partido de la liguilla de ascenso frente al SD Lemona.
En la temporada 2004-05 y tras no llegar a un acuerdo para su renovación, se marcha al Algeciras CF. Al año siguiente ficha por el Terrassa, club en el que solo militó una campaña, para en la 2006-07 volver al C. D. Mirandés, con el que, en la temporada 2011-12 alcanzó semifinales en la Copa del Rey y además consiguiendo el ascenso a la categoría de plata del fútbol español. Tras finalizar la temporada 2013-14, decidió retirarse del fútbol profesional, pasando a ser el preparador físico del CD Mirandés.

## Clubes
| Club            | País   | Año       |
| --------------- | ------ | --------- |
| C. D. Agoncillo | España | 1998-2000 |
| C. D. Mirandés  | España | 2000-2001 |
| Amurrio C. F.   | España | 2001-2002 |
| C. D. Mirandés  | España | 2002-2004 |
| Algeciras C. F. | España | 2004-2005 |
| Terrassa        | España | 2005-2006 |
| C. D. Mirandés  | España | 2006-2014 |

## Palmarés

### Campeonatos nacionales
| Título                       | Club           | País   | Año  |
| ---------------------------- | -------------- | ------ | ---- |
| Tercera División             | C. D. Mirandés | España | 2003 |
| Tercera División             | C. D. Mirandés | España | 2007 |
| Tercera División             | C. D. Mirandés | España | 2008 |
| Segunda División B-(Grupo 2) | C. D. Mirandés | España | 2012 |

### Copas regionales
| Título                  | Club           | País   | Año  |
| ----------------------- | -------------- | ------ | ---- |
| Copa de Castilla y León | C. D. Mirandés | España | 2011 |
| Copa de Castilla y León | C. D. Mirandés | España | 2012 |